# Núria Añó
Núria Añó (nascida em 1973, Lérida, Catalunha, Espanha) é uma escritora e novelista espanhola. Viveu em Mollerusa até a idade de 19 anos. Estudou Filologia Catalã e Língua Alemã.
Além de novelista é também tradutora e oradora em colóquios e congressos internacionais de temática literária, onde costuma falar do processo de criação literária, ou ainda, através de artigos científicos publicados em revistas e livros especializados, analisa a obra de autores como Elfriede Jelinek, Patricia Highsmith, Salka Viertel, Karen Blixen, Alexandre Dumas (filho) ou Franz Werfel.
Ela começou a escrever contos desde cedo e publicou sua primeira história em 1990. A novela Els nens de l'Elisa foi terceira finalista do Prémio Ramon Llull em 2004. Seguiram-se as novelas L'escriptora morta (A Escritora Morta, 2018) publicada em 2008; Núvols baixos (Nuvens Baixas, 2019) do 2009; La mirada del fill (O Olhar do Filho, 2018) do 2012 e El salón de los artistas exiliados en California (O Salão dos Artistas Exilados na Califórnia, 2020).

## Premios
Añó ganha o XVIII Prêmio Joan Fuster de Narrativa Ciutat d'Almenara e foi premiada com as prestigiosas bolsas internacionais: Nuoren Voiman Liitto (Finlândia, 2016), Shangai Writing Program (China, 2016), Baltic Centre (Suécia, 2017), IWTCR (Grécia, 2017), Krakow UNESCO City of Literatura (Polônia, 2018), IWTH (Letônia, 2019) e IWP (China, 2020).

## Estilo e temáticas
O estilo literário de Añó é muito ambicioso e arriscado, focando-se na psicologia de suas personagens, em general anti-heróis evitando o maniqueísmo. "As personagens são mais importantes" em seus livros "que o argumento", devido a "uma introspecção, uma reflecção, não sentimental, mas desde um ponto feminino". Ainda que as suas novelas abarquem muitos temas, tratam temas actuais, problemas de relevância social e é frequente que o fundo de suas histórias não se conte. Añó incita ao leitor a descobrir o "sentido profundo" e a envolver nos factos apresentados.

## Obras

### Novelas
- Els nens de l'Elisa; Omicron 2006 ISBN 84-96496-26-0 EAN 9788496496262
- L'escriptora morta ('A Escritora Morta', 2018); Omicron 2008 ISBN 978-84-96496-65-1
- Núvols baixos ('Nuvens Baixas', 2019); Omicron 2009 ISBN 978-84-92544-28-8
- La mirada del fill ('O Olhar do Filho', 2018); Abadia 2012 ISBN 978-84-96847-77-4

### Biografia
- El salón de los artistas exiliados en California ('O Salão dos Artistas Exilados na Califórnia', 2021); Smashwords 2020 ISBN 9781658631631

### Principais livros en português
| Ano  | Título | ISBN                                          |
| ---- | --- | --------------------------------------------- |
| 2018 | A Escritora Morta (novela) | ISBN 978-15-47549-80-1 ISBN 978-15-47553-38-9 |
| 2018 | O Olhar do Filho (novela) | ISBN 978-15-47546-68-8 ISBN 978-15-47548-70-5 |
| 2019 | Nuvens Baixas (novela) | ISBN 978-15-47589-38-8 ISBN 978-15-47592-49-4 |
| 2021 | O Salão dos Artistas Exilados na Califórnia: Salka Viertel acolheu no exílio atores e intelectuais proeminentes fugidos do nazismo (biografia) | ISBN 9781071590218 ISBN 978-1667413747        |

### Relatos
- Chuva de primavera, A República Literária, 1991.
- Dons i Literatura a Lleida Prefeitura de Lérida, 1997 (livro colectivo).
- VIII Concurs de Narrativa Mercè Rodoreda, Ràdio Molins de Rei, 1997 (livro colectivo).
- Estreies, Universidade de Lérida, 2005 (livro colectivo).
- 2066. Começa a etapa de correcção, Cafebabel, Paris, 2006.
- Escata de drac, Prefeitura de Lérida, 2012 (livro colectivo).
- Fábula, núm. 35, Universidade da Rioja, Logroño, 2013 (livro colectivo).
- Issue 3. Grief, When Women Waken, 2014. (livro colectivo).
- Ressonâncias, núm. 127, Paris, 2014.

### Ensaio
- Dês lettres et dês femmes... A femme face aux défis de l'histoire, Peter Lang, 2013 (livro colectivo).
- Lhes romancières sentimentais: nouvelles approches, nouvelles perspectives, L'ull crític 17-18, Universitat de Lleida, 2014 (livro colectivo).